# Millennium (telessérie)
Millennium é uma série de televisão norte-americana do gênero dramático exibida entre 1996 e 1999. Produzida por Chris Carter, o criador de Arquivo X. A série foi produzida em Vancouver, Canadá entre 1996 e 1999.
Em Portugal foi exibida na RTP em 2000 e estreou no canal FX em Setembro de 2007.

## Sinopse
O especialista em perfis criminais Frank Black deixou o FBI e mudou-se com sua família para Seattle para escapar da violência e o horror com os quais tinha que conviver enquanto trabalhava para o FBI em Washington, D.C.. Apesar de sua habilidade em visualizar o que se passa nas mentes distorcidas de assassinos em série causar-lhe muito sofrimento, Black está ciente que seu "dom" ainda pode ser usado para proteger e salvar vidas. Por esse motivo, ele começa a participar do misterioso "Grupo do Milênio", uma equipe de peritos de ex-funcionários da lei dedicada a lutar contra as sempre crescentes forças do mal e das trevas.

## Elenco
- Lance Henriksen: Frank Black
- Brittany Tiplady: Jordan Black
- Megan Gallagher: Catherine Black
- Klea Scott: Agente Emma Hollis
- Terry O'Quinn: Peter Watts

## Lista de episódios

### Temporada 1 (1996-1997)
1. Episódio Piloto \\Pilot (25 de Outubro de 1996)
2. Gehenna \\Gehenna (1 de Novembro de 1996)
3. Cartas Delvovidas \\Dead Letters (8 de Novembro de 1996)
4. O Juiz \\The Judge (15 de Novembro de 1996)
5. 522666 \\522666 (22 de Novembro de 1996)
6. O Reino dos Ceus \\Kingdom Come (29 de Novembro de 1996)
7. Parentesco de Sangue \\Blood Relatives (6 de Dezembro de 1996)
8. A Tranca de Segurança \\The Well-Worn Lock (20 de Dezembro de 1996)
9. Aberto a Visitaçao \\Wide Open (3 de Janeiro de 1997)
10. O Lobo e o Cordeiro \\The Wild and the Innocent (10 de Janeiro de 1997)
11. Erva Daninha \\Weeds (24 de Janeiro de 1997)
12. Fracasso do Sexo \\Lion Line a Hunting Flame (31 de Janeiro de 1997)
13. O Diluvio \\Force Majoure (7 de Fevereiro de 1997)
14. O Sacrificio \\The Tin White Line (14 de Fevereiro de 1997)
15. Sacramento \\Sacrament (21 de Fevereiro de 1997)
16. Pacto \\Covenant (21 de Março de 1997)
17. A Experiencia \\Walkabout (28 de Março de 1997)
18. Lamentaçao - Parte 1 \\Lamentation (1) (18 de Abril de 1997)
19. Forças Ocultas - Parte 2 \\Powers, Principalities, Thrones and Dominions (2) (25 de abril de 1997)
20. O Massacre \\Broken World (2 de Maio de 1997)
21. Maranatha  \\Maranatha (9 de Maio de 1997)
22. O Desaparecimento-Parte 1 \\Paper Dove (1) (16 de Maio de 1997)

### Temporada 2 (1997-1998)
1. O Começo e o Fim - Parte 2  \\The Beginning and the End (2) (19 de Setembro de 1997)
2. Cuidado Com O Cão  \\Beware of the Dog (26 de Setembro de 1997)
3. Desconhecidos  \\Sense and Anti-sense (3 de Outubro de 1997)
4. O Monstro  \\Monster (17 de Outubro de 1997)
5. A Profecia do Apocalipse  \\A Single Blade of Grass (24 de Outubro de 1997)
6. A Maldiçao de Frank Black  \\The Curse of Frank Black (31 de Outubro de 1997)
7. 19:19 \\19:19 (7 de Novembro de 1997)
8. A mão de São Sebastião  \\The Hand of San Sebastian (14 de Novembro de 1997)
9. A Crença \\Jose Chung's Doomsday Defense (21 de Novembro de 1997)
10. A Meia Noite do Século  \\Midnight of the Century (19 de Dezembro de 1997)
11. Adeus Charlie  \\Goodbye Charlie (9 de Janeiro de 1998)
12. O Renascimento  \\Luminary (23 de Janeiro de 1998)
13. O Mikado  \\The Mikado (6 de Fevereiro de 1998)
14. Crimes de Loucura  \\The Pest House (27 de Fevereiro de 1998)
15. Corujas - Parte 1  \\Owls (1) (6 de Março de 1998)
16. Corujas - Parte 2 \\Roosters (2) (13 de Março de 1998)
17. Sereias  \\Siren (20 de Março de 1998)
18. A Escolhida  \\In Arcadia Ego (3 de Abril de 1998)
19. O Milagre  \\Anamnesis (17 de Abril de 1998)
20. Um Quarto Sem Vista  \\A Room With No View (24 de Abril de 1998)
21. Demonios  \\Somehow, Satan Got Behind Me (1 de Maio de 1998)
22. O Quarto Cavalheiro - Parte 1  \\The Fourth Horseman (1) (8 de Maio de 1998)
23. A Hora e Agora - Parte 2 \\The Time Is Now (2) (15 de Maio de 1998)

### Temporada 3 (1998-1999)
1. Os Inocentes - Parte 1 \\The Innocents (1) (2 de Outubro de 1998)
2. Exegesis - Parte 2  \\Exegesis (2) (9 de Outubro de 1998)
3. Teotwawki  \\Teotwawki (16 de Outubro de 1998)
4. Closure  \\Closure (23 de Outubro de 1998)
5. 30 Anos Mais Tarde  \\...Thirteen Years Later (30 de Outubro de 1998)
6. Skull and Bones (6 de Novembro de 1998)
7. Through a Glass Darkly (13 de Novembro de 1998)
8. Essencia Humana \\Human Essence (11 de Dezembro de 1998)
9. Omerta  \\Omerta (19 de Dezembro de 1998)
10. Borrowed Time (15 de Janeiro de 1999)
11. Collateral Damage (22 de Janeiro de 1999)
12. The Sound of Snow (5 de fevereiro de 1999)
13. Antipas  \\Antipas (12 de fevereiro de 1999)
14. Matryoshka  \\Matryoshka (19 de fevereiro de 1999)
15. Forcing the End (19 de Março de 1999)
16. Saturn Dreaming of Mercury (9 de Abril de 1999)
17. Darwin's Eye (16 de Abril de 1999)
18. Bardo Thodol (23 de Abril de 1999)
19. Seven and One (30 de Abril de 1999)
20. Nostalgia  \\Nostalgia (7 de Maio de 1999)
21. Via Dolorosa - parte 1 (1) (14 de Maio de 1999)
22. Goodbye to All That - parte 2 (2) (21 de Maio de 1999)

## Recepção da crítica
Em sua primeira temporada, Millennium teve recepção geralmente favorável por parte da crítica especializada. Com base de 4 avaliações profissionais, alcançou uma pontuação de 71% no Metacritic. Por votos dos usuários do site, atinge uma nota de 8.2, usada para avaliar a recepção do público.